# Chaca bankanensis
Chaca bankanensis és una espècie de peix de la família dels càcids i de l'ordre dels siluriformes.

## Morfologia
- Els mascles poden assolir 20 cm de longitud total.[1][2]
- Té una espina dorsal curta que pot infligir ferides doloroses.[3]

## Alimentació
Menja peixos i gambes.

## Hàbitat
És un peix d'aigua dolça i de clima tropical (24 °C-28 °C).

## Distribució geogràfica
Es troba a Àsia: Malàisia i Indonèsia, incloent-hi Borneo.